# أسطورة شعبية: فاينال كت (فلم)
أسطورة شعبية: فاينال كت (بالإنجليزية: Urban Legends: Final Cut) هو فيلم رعب تم إنتاجه في الولايات المتحدة وكندا وصدر سنة 2000 بطولة جنيفر موريسون وماثيو ديفيس, وهو الجزء الثاني من سلسلة أفلام «أسطورة شعبية».

## الميزانية والإيرادات
كلف الفيلم 14 مليون دولار وحقق ارباح تقدر بـ 38.6 مليون دولار.

## وصلات خارجية
مقالات تستعمل روابط فنية بلا صلة مع ويكي بيانات